# Amt Kienitz
Das Amt Kienitz war ein kurfürstlich-brandenburgisches bzw. später königlich-preußisches Domänenamt, das 1744 durch Abtrennung vom Amt Wollup gebildet worden war. Das nicht zusammenhängende Amtsgebiet lag im Gebiet der heutigen Gemeinden Letschin, Neutrebbin und Oderaue im Landkreis Märkisch-Oderland (Brandenburg). 1801 kamen die westlich der Oder liegenden Teile des Amtes Zellin hinzu. Sitz des Amtes war das Vorwerk Kienitz, heute Kienitz Nord. 1874 wurde das Amt Kienitz aufgelöst.

## Geschichte
Das Amt Kienitz entstand über Zwischenschritt aus dem Stiftsbesitz (=weltlichen Besitz) des Bischofs von Lebus. Nachdem der letzte Bischofs von Lebus Johann VIII. Horneburg im Jahr 1555 gestorben, wurde kein neuer Bischof gewählt, sondern Joachim Friedrich von Brandenburg, der evangelische Administrator des Erzstiftes Magdeburg übernahm nun auch die Verwaltung des Bistums Lebus. Joachim Friedrich wurde 1598 Kurfürst von Brandenburg. Er löste das Bistum Lebus noch im Jahr 1598 auf und wandelte den Lebuser Stiftsbesitz in zwei kurfürstliche Domänenämter um (Amt Lebus und Amt Fürstenwalde). 1731 wurde vom Amt Lebus das Amt Wollup abgespalten. 1743 wurde vom Amt Wollup wiederum das Amt Friedrichsaue abgetrennt, 1744 ein weiterer Teil als Amt Kienitz abgeteilt. 1801 erhielt das Amt Kienitz die westlich der Oder liegenden Teiles des Amtes Zellin. Nach 1805 wurden wiederum einzelne Gemeinden abgespalten und kamen zu den Ämtern Zehden und Wriezen.

## Zugehörige Orte
1805 gehörten zum Amt Kienitz folgende Orte:
- Altwustrow (Gemeindeteil im Ortsteil Wustrow, Gem. Oderaue). 1708 gelangten fünf Sechstel des neumärkischen Dorfes an den Kurfürsten. Das letzte Sechstel kaufte Friedrich Wilhelm I. 1722 von dem Oberhofmeister von Kamecke. Es kam zunächst zum Amt Altlandsberg. 1731 wurde es dem Amt Wollup zugewiesen. 1744 wurde es dem Amt Kienitz zugeteilt. Nach 1805 kam es zunächst an das Amt Zehden, 1850 dann zum Amt Wriezen. 1805 hatte es 110 Einwohner, darunter ein Fischer und ein Schmied[2].
- Fahnvorwerk[Anmerkung 1]. (Ortsteil Gieshof-Zelliner Loose, Gem. Letschin). 1805 hatte das Vorwerk 6 Einwohner.
- Gieshof[Anmerkung 2] (heute Ortsteil Gieshof-Zelliner Loose, Gem. Letschin). Das Vorwerk existierte 1775 und gehörte damals zum Amt Zellin, ab 1801 zum Amt Kienitz. 1805 hatte es sieben Einwohner.
- Großbarnim (Wohnplatz im Ortsteil Altbarnim der Gem. Neutrebbin, Amt Barnim-Oderbruch). Fünf Sechstel des zum Oberbarnim gehörigen Dorfes kamen 1708 an den Kurfürsten und wurde dem Amt Alt-Landsberg zugeordnet. 1722 kaufte Friedrich Wilhelm I. das letzte Sechstel des Dorfes von der Oberhofmeisterin Frau von Kamecke. 1731 kam der Ort zuerst zum Amt Wollup, 1744 wurde es dem Amt Kienitz zugeteilt. 1805 wurde es als Fischerdorf tituliert; es hatte 113 Einwohner. Das Dorf kam 1811 zum Amt Wriezen[3] (nach Christian Samuel Ulrich bereits seit 1803[4]).
- Kienitz (Ortsteil der Gem. Letschin). Kienitz war im 13. Jahrhundert das Zentrum einer kleinen terra, eines Burgbezirkes. Kurfürst Friedrich Wilhelm I. kaufte 1721 halb Kienitz vom Hauptmann August Gerhard von der Marwitz. 1722 erwarb der Kurfürst auch die andere Hälfte des Dorfes von Deichhauptmann von Pfuhl. Der Ort wurde zuerst dem Amt Lebus zugeordnet, 1731 zum Amt Wollup. 1744 wurde Kienitz ein selbständiges Amt. 1805 hatte der Ort 913 Einwohner, darunter zwei Radmacher, verschiedene Handwerker und Schmied. Im Ort waren zwei Krüge und zwei Windmühlen.
- Kienitz (heute Wohnplatz Kienitz Nord im Ortsteil Kienitz der Gem. Letschin). Amtsvorwerk und Sitz des Amtes Kienitz. 1805 hatte das Vorwerk „mit einer entfernt liegenden Ziegelei“ 77 Einwohner. Die Ziegelei lag südlich des Dorfes (heute Deichweg 24)[5].
- Mehrin (heute Wohnplatz Vorwerk Mehrin in der Gem. Letschin). Das Vorwerk wurde vor 1740 im Amtsgebiet des Amtes Zellin errichtet. 1801 wurde es vom Amt Zellin abgetrennt und dem Amt Kienitz zugeordnet. 1805 hatte es 18 Einwohner.
- Groß Neuendorf, Neuendorf im Bruche (heute Ortsteil der Gem. Letschin). Das Dorf wurde 1731 erworben und zum Amte Zellin gestellt. 1801 wurde es dem Amt Kienitz zugeteilt, 1839 dem Amt Wollup. Das Dorf hatte 1805 575 Einwohner, verschiedene Handwerker, ein Radmacher, eine Schmiede, fünf Krüge, drei Windmühlen, ein königlicher Unterförster der Wollupschen Revier tätig war.
- Ortwig (heute Ortsteil Ortwig, Gem. Letschin). Friedrich Wilhelm I. kaufte Ortwig 1731 von Kapitän David Adolf von Sydow und Emilie Sophie von Wittenhorst. Es wurde zunächst dem Amt Zellin zugeordnet, 1801 kam es zum Amt Kienitz. 1805 hatte der 663 Einwohner. In Ortwig gab es einen Radmacher und zwei Krüge.
- Ortwigscher Graben (heute ein Gemeindeteil von Ortsteil Ortwig, Gem. Letschin). Das Vorwerk wurde um 1740/1 angelegt. 1805 hatte es 55 Einwohner. Es gab einen Krug im Ort.
- Piese (existiert nicht mehr). Die Lokalität Piese wurde bereits 1725 genannt. 1781 ist durch den Fährmann Steffen eine Fähre zu erschließen. 1805 gab es in Piese einen Fährkrug. Der kleine Ort hatte damals 18 Einwohner.

Das Amt Kienitz hatte 1805 insgesamt 2555 Einwohner; es wurde 1872 aufgelöst.

## Amtleute und Pächter
- 1744 Winkelmann, Amtsrat[6]
- 1775–1780 Wilhelm Goffried Beyer, Kriegs- und Domänenrat sowie Generalpächter der Ämter Kienitz und Wollup[7][8]
- 1798 Rehfeld, Oberamtmann[9]
- 1804 Rehfeld, Oberamtmann[10]
- 1818 v. Krummensee, Amtsrat[11]
- 1824 v. Krummensee, Amtsrat[12]
- 1830 bis 1848/1860 Johann Gottlieb Koppe,[13][14] ab 1848 waren seine Söhne bereits Mitpächter, denen er die Verwaltung überließ[15]

## Belege

## Anmerkung
1. ↑  Die Literatur zu diesem Vorwerk ist widersprüchlich. Nach dem Historischen Ortslexikon gehörte es ab 1801 zum Amt Kienitz, während es bei Bratring (1805: S. 307) unter dem Amt Zellin aufgeführt ist.
2. ↑  Die Literatur zu diesem Vorwerk ist widersprüchlich. Nach dem Historischen Ortslexikon gehörte es ab 1801 zum Amt Kienitz, während es bei Bratring (1805: S. 307) unter dem Amt Zellin aufgeführt ist. Dort ist die Lokalität als Gielshof bezeichnet.